# Ivanna Nijnyk-Vynnykiv
Ivanna Nijnyk-Vynnykiv (en ukrainien : Іванна Василівна Нижник-Винників, née le 8 juillet 1912 à Lemberg, Russie à l'époque, actuelle Ukraine, et morte le 9 janvier 1993 à Cannes) est une céramiste, tapissière et peintre ukrainienne.

## Biographie
Elle fut membre de l'Association des artistes ukrainiens indépendants à partir de 1938.
Elle collaborait à la reconnaissance des céramiques de Mougins et a travaillé dans l'atelier de Pablo Picasso.
Elle décède à Cannes le 9 janvier 1993 et ses cendres sont inhumées au cimetière Yanivsky de Lviv.

## Œuvre
Son œuvre réunit des céramiques, tapisseries, parmi lesquels :
Cavaliers de la Fortune au musée de Mougins.